# Кызылкопир
Кызылкопир (каз. Қызылкөпір, до 2017 г. — Шаян) — село в Туркестанской области Казахстана. Находится в подчинении городской администрации Арыса. Входит в состав Дармениского сельского округа. Код КАТО — 511637800.

## Население
По данным 1999 года, в населённом пункте не было постоянного населения. По данным переписи 2009 года, в населённом пункте проживало 505 человек (251 мужчина и 254 женщины).